# Верхний Ясенов
Ве́рхний Ясено́в (укр. Верхній Ясенів) — село в Верховинской поселковой общине Верховинского района Ивано-Франковской области Украины.
Население по переписи 2001 года составляло 1205 человек. Занимает площадь 15 км². Почтовый индекс — 78712. Телефонный код — 03432.